# A. Lange & Söhne
A. Lange & Söhne er en tysk producent af luksusure af høj kvalitet og høj prestige.
Navnet er et varemærke for det tysk urmagerfirma Lange Uhren GmbH ("Lange"), der er et datterselskab af Richemont SA.

## Historie
Lange blev grundlagt i 1845 af Ferdinand Adolph Lange i byen Glashütte, nær Dresden, i den tyske delstat i Sachsen. Under Ferdinand og, efter hans død, hans sønner Emil og Richard, producerede Lange lommeure af høj kvalitet, og virksomhedens allerbedste produkter fik mærket "1A". I de efterfølgende generationer i Lange-familien, fortsatte virksomheden med at producerede lommeure og, som mange andre tyske urmagere, overdimensioneret armbåndsure, der blev brugt af Luftwaffe under anden verdenskrig.
I 1948 blev virksomheden nationaliseret under Sovjetunionen, og Lange-varemærket ophørte med at eksistere. I december 1990, efter Tysklands genforening, genoprettede grundlæggerens oldebarn Walter Lange, virksomheden sammen med Günter Blümlein med assistance fra scheiziske producenter, inklusive IWC og Jaeger-LeCoultre. Det genetablerede Lange, der igen opererer fra Glashütte, præsenterede sin første serie af armbåndsure i 1994. I dag sælges A. Lange & Söhnes ure over hele verden, og Lange er medlem af Richemont-gruppen.